# Listopad 2007
1. listopadu – čtvrtek
 Vicepremiér a ministr pro místní rozvoj Jiří Čunek oznámil na mimořádné tiskové konferenci, že na příštím zasedáním vlády tj. 7. listopadu 2007, odstoupí z obou funkcí.
 Ludmila Brožová-Polednová, komunistická prokurátorka, která se účastnila politického procesu proti JUDr. Miladě Horákové a navrhla pro ni také trest smrti byla uznána vinnou ze spoluúčasti na justiční vraždě s trestem odnětí svobody na 8 let.
2. listopadu – pátek
 Mexiko zasáhly nejhorší záplavy za půl století – tři sta tisíc obyvatel státu Tabasco bylo uvězněno ve svých domovech a byla zničena zřejmě celá zemědělská úroda.
 Strana zelených se shodla s ČSSD a dvěma nejmenšími senátními kluby na podpoře Jana Švejnara jako protikandidáta na prezidentskou funkci proti Václavu Klausovi ve volbě na počátku roku 2008.
3. listopadu – sobota
 Pákistánský prezident Parvíz Mušaraf vyhlásil v zemi výjimečný stav jako reakci na vzrůstající počet atentátů a ozbrojený odpor muslimských fundamentalistů v oblastech sousedících s Afghánistánem. Pákistánské ozbrojené síly zatím obsadily budovy státních televizních a rozhlasových stanic.
4. listopadu – neděle
 Na indonéském ostrově Jáva hrozí výbuchem sopka Kelut, jejímž případným výbuchem může být ohroženo až 350 000 lidí žijících v těsné blízkosti vulkánu.
5. listopadu – pondělí
  Zemřel Michal Rabas, hejtman Pardubického kraje (* 9. června 1964). Příčinou úmrtí bylo závažné nádorové onemocnění.
6. listopadu – úterý
 Bombový útok poblíž afghánského města Baglánu zabil na 90 lidí včetně pěti členů celonárodního parlamentu, mezi nimiž byl i šéf opozice Mustafa Kázimí.
7. listopadu – středa
 Dolní komora ruského parlamentu schválila zákon o pozastavení ruské účasti ve Smlouvě o konvenčních ozbrojených silách v Evropě (CFE). Zákon, který v létě předložil prezident Vladimir Putin, tak přibližuje svět novým závodům ve zbrojení.
 Ve věku 77 let zemřel v Bratronicích na Kladensku známý český herec a dabér Petr Haničinec.
8. listopadu – čtvrtek
 V severní Itálii se z neznámých příčin zřítil americký vrtulník Blackhawk, nedlouho poté, co vzlétl z americké základny u města Santa Lucia di Piave. Z desetičlenné osádky pět mužů zahynulo, ostatní jsou zraněni.
  Společnost ČEZ byla vybrána jako jeden z partnerů rumunské energetické společnosti Societatea Nationala Nuclearelectrica (SNN) pro stavbu 3. a 4. bloku (každý o výkonu 720 MW) Jaderné elektrárny Cernavodă. Vybraných 6 evropských společností vytvoří se SNN společný podnik, který elektrárnu dostaví. Dostavba má být ukončena v letech 2014 - 2015 a má stát 2,2 mld. euro. [nedostupný zdroj]  [nedostupný zdroj]
9. listopadu – pátek
 Polský prezident Lech Kaczyński jmenoval vedoucího liberální Občanské platformy (PO) Donalda Tuska premiérem po volebním vítězství této strany v předčasných parlamentních volbách. Vládnout chtějí společně s Polskou lidovou stranou (PSL).
10. listopadu – sobota
 V 84 letech zemřel americký spisovatel, žurnalista a dvojnásobný držitel Pulitzerovy ceny Norman Mailer (* 31. ledna 1923).
11. listopadu – neděle
 Mimořádně silná bouře potopila v Černém moři celkem 10 plavidel. Nejvážnější je havárie starého tankeru Volganěft 139 v Kerčském průlivu. Do moře přitom uniklo velké množství mazutu a způsobilo velmi vážnou ekologickou katastrofu.
 Svatomartinská sněhová nadílka (místy napadlo až 20 cm čerstvého sněhu) zkomplikovala dopravu téměř v celém Česku, na mnoha místech se tvořily kolony a místy byl přerušen i provoz vlaků. Došlo k velkému množství dopravních nehod, při nichž zahynulo pět lidí a desítky byly zraněny.
13. listopadu – úterý
 Vrtulníky turecké armády podnikly útok na stanoviště kurdských ozbrojenců ze Strany kurdských pracujících (PKK) v oblasti severního Iráku. Podle předběžných zpráv přitom nedošlo ke ztrátám na životech.
16. listopadu – pátek
 Tropický cyklón Sidr má v Bangladéši na svědomí již přes 1000 lidských obětí a další tisíce obyvatel se pohřešují. Vítr o rychlosti kolem 200 km/hod zničil již tisíce obytných domů a vláda uvažuje o potřebě evakuovat přes 3 milióny obyvatel.
18. listopadu – neděle
 Volby v srbské provincii Kosovo vyhrála separatistická proalbánská strana Demokratická strana Kosova (PDK), vedená Hashimem Thaci. Je zřejmé, že Kosovo bude s tímto vedením směřovat k rychlému odtržení od Srbska.
22. listopadu – čtvrtek
 Dánsko uspořádá druhé referendum o zavedení eura; přesné datum ještě nebylo stanoveno, ale mělo by se uskutečnit v průběhu čtyř let. Hlasovat by se mělo rovněž o některých výjimkách z evropských smluv, které se vztahují pouze na Dánsko.
24. listopadu – sobota
 Demonstrace opozičních politických sil v Moskvě byla rozehnána policií a mezi zadrženými skončil i kritik prezidenta Vladimira Putina, bývalý šachový velmistr Garri Kasparov, který byl odsouzen k pětidennímu vězení.
26. listopadu – pondělí
 V Praze zemřel ve věku 91 let lékař Doc. MUDr. Jaroslav Skála (* 25. května 1916), zakladatel první protialkoholní léčebny na světě.
 Do Česka přijel jeden z prvních členů Greenpeace, (s níž se později rozešel) Patrick Moore. Přijme ho prezident Václav Klaus a bude mít přednášky následované diskuzí na ČVUT a v Centru pro životní prostředí Univerzity Karlovy.
27. listopadu – úterý
 Po diskusi ve vedení strany oznámila Strana zelených, že jejich kandidátem na post ministra školství je poslanec Ondřej Liška.
28. listopadu – středa
 Prezident Pákistánu Parvíz Mušaraf se podle plánu vzdal funkce velitele armády, kterou zastával jako prezident v rozporu s ústavou, ve prospěch svého spojence generála Kajaniho. Výjimečný stav, vyhlášený 3. listopadu, zůstává v platnosti.
29. listopadu – čtvrtek
Súdánský soud odsoudil britskou křesťanskou učitelku Gillian Gibbonsovou k 15 dnům vězení a deportaci za urážku muslimské víry, které se měla dopustit tím, že dovolila dětem, aby pojmenovaly plyšového medvídka jménem Mohamed.
30. listopadu – pátek
 Vatikán zveřejnil v pořadí druhou encykliku papeže Benedikta XVI., Spe Salvi (Spaseni v naději).